# Malandros na umbanda

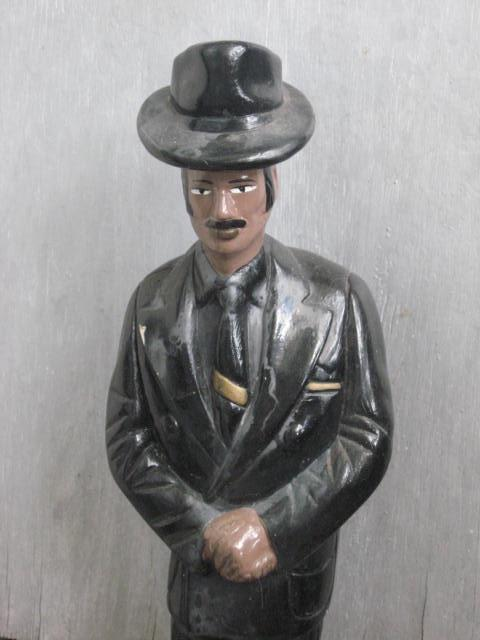
Zé Pretinho, um representante da falange dos Malandros.

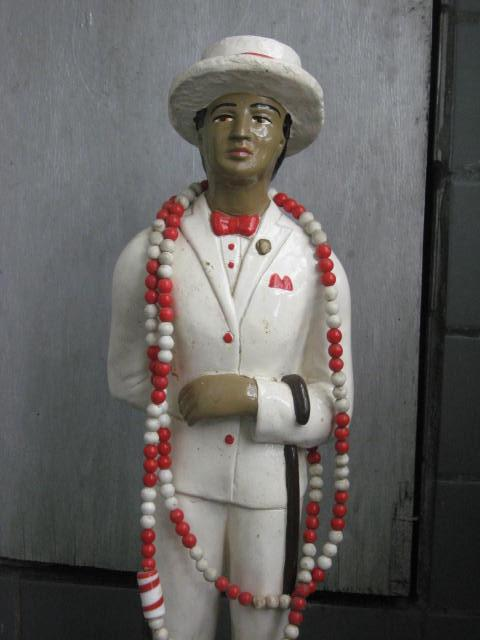
Malandro da Lapa.

Malandros, também chamados Pernambucanos, são uma linha de trabalho de entidades de Umbanda, cujo maior representante é Zé Pelintra.
Tem raízes no estado de Pernambuco. Segundo relatos, teria suas origens na cidade pernambucana de Exu.

## História
Se vestem todos de branco com chapéu de igual cor, com exceção de alguns que se vestem de preto, como Zé Pretinho, ou com listras, Malandro Camisa Listrada. São confundidos muitas vezes com os exus, e por vezes incorporam nas giras daquela linha.
Alguns, como o próprio Zé Pelintra, são originários do culto conhecido como Catimbó. Na direita, são cultuados como baianos, sobretudo em São Paulo, onde possuem giras próprias.
Segundo Roberto DaMatta (1997), sua caracterização está relacionada à sua aversão pelo trabalho e à individualização da sua figura e de seus costumes. Contudo, é inegável em nosso meio social a valorização da sua desenvoltura  para resolver problemas e quase sempre levar vantagem, inclusive nas situações francamente adversas.

## Leituras adicionais
- Augras, M. (1983) O  duplo  e a  metamorfose: A  identidade mítica em comunidades Nagô. Petrópolis: Vozes.
- Bardin, L. (1994) Análise de Conteúdo. Lisboa: Edições 70.
- Bastide, R. (1978) O Candomblé da Bahia. Rito Nagô. (2ª ed.) São  Paulo: Ed. Nacional; Brasília, INL. (Coleção Brasiliana, V. 313).
- Birman, P. (1985) O  que é Umbanda. (3ª ed.) São Paulo: Brasiliense. (Coleção Primeiros Passos, V. 97).
- _________. (1991) Relações  de  Gênero, Possessão e Sexualidade. Phisis. A representação na Saúde Coletiva. 1(2), 37-57.
- _________. (1995) Fazer estilo criando gênero: Possessão e diferenças de gênero em terreiros de Umbanda e Candomblé no Rio de  Janeiro. Rio de Janeiro: Relume-Dumará, Ed. UERJ.
- Damatta, R. (1991) A casa & a rua: Espaço, cidadania, mulher e morte no Brasil. Rio de Janeiro: Editora Guanabara Koogan.
- __________. (1997) Carnavais, Malandros  e  Heróis: Para uma sociologia do dilema brasileiro. (6ª  ed.) Rio de Janeiro: Rocco.
- Del  Priore,  M. (1993) Ao  sul do corpo: Condição feminina, maternidades e mentalidades no Brasil Colônia. Rio de Janeiro: José Olympio; Brasília: Edunb.
- Magnani,  J.G.C. (1986) Umbanda. São Paulo: Ática. (Série Princípios, V. 34).
- Meyer,  M. (1993) Maria Padilha e toda a sua quadrilha: De amante de um rei de Castela a Pomba-Gira de Umbanda. São Paulo: Duas Cidades.
- Montero,  P.  (1985) Da doença à desordem: A Magia na Umbanda. Rio de Janeiro: Graal. (Coleção Biblioteca de Saúde e sociedade, V. 10).
- Mott, L. (1988) Escravidão, homossexualidade e demonologia. São Paulo: Ícone.
- Negrão, L.N. (1996) Entre a cruz e a encruzilhada: Formação do Campo Umbandista em São Paulo. São Paulo: EDUSP.
- Nogueira, C.R.F.(2000) O Diabo no imaginário cristão. Bauru: EDUSC.
- Ortiz, R. (1991) A morte branca do feiticeiro negro: Umbanda e Sociedade Brasileira. (2ª ed.) São Paulo: Brasiliense.
- Parker, R.G. (1991) Corpos, Prazeres e Paixões: A cultura sexual no Brasil contemporâneo. (2ª ed.) São Paulo: Best Seller.